# Acidiferrobacter thiooxydans
Espèce
Acidiferrobacter thiooxydans est l'espèce type d'un genre de bactéries gram négatives, acidophiles, thermotolérantes et anaérobies facultatives appelé Acidiferrobacter. Elles font partie de la famille Acidiferrobacteraceae dans l'ordre Acidiferrobacterales, de l'embranchement des Pseudomonadota.

## Taxonomie

### Étymologie
La famille Acidiferrobacteraceae a été nommée ainsi d'après le genre type qui lui a été assigné, Acidiferrobacter. L'étymologie de l'espèce Acidiferrobacter thiooxidans est la suivante : thi.o.o.xy’dans Gr. neut. n. theîon, soufre (translitération latine thium); Gr. masc. adj. oxys, acide; N.L. v. oxydo, faire de l'acide, oxyder; N.L. part. adj. thiooxydans, qui oxyde le soufre,.

### Historique
L'espèce Acidiferrobacter thiooxidans a été décrite à partir d'une souche bactérienne dénommée «m-1» et identifiée initialement comme une souche de Thiobacillus ferrooxidans mais dont la phylogénie sur la base de l'ARN ribosomal 16S la positionnait proche des Ectothiorhodospira alcalophile  et seulement de manière distante des bactéries du genre Acidithiobacillus capable d'oxyder le fer. Cette espèce et son genre a donc été tout d'abord classé parmi la famille Ectothiorhodospiraceae,. De nouvelles études phylogénétiques permettent la création de  l'ordre Acidiferrobacterales  et de la famille Acidiferrobacteraceae dans lesquels ont été déplacé en 2015 les genres Acidiferrobacter et Sulfurifustis.

## Description
Lors de sa description de 2011, l'espèce Acidiferrobacter thiooxidans comprend des bactéries gram négatives, acidophiles, thermotolérantes et anaérobies facultatives. Ce sont des bactéries autotrophes capables de croître avec l'oxydation des ions ferreux mais aussi par l'oxydation du soufre, du sulfide et du tetrathionate, en utilisant soit l'oxygène soit les ions ferriques comme accepteurs finaux d'électrons. La croissance optimale de cette espèce s'effectue à une température de 38 °C avec un maximum de 47°C caractérisant ainsi sa thermotolérance. La souche type de cette espèce est considérée comme modérément osmophile car elle nécessite un potentiel osmotique extérieur >2 bar avec un optimum à environ 5 bar. Aucune croissance ne se produit lorsque le milieu est à une pression proche de celle de la mer (~26 bar).
La souche type de cette espèce Acidiferrobacter thiooxydans est la souche m-1 déposée dans des banques de cultures bactériennes sous les numéros DSM 2392 et JCM 17358. La souche type m-1 tolère des concentrations élevées de nombreux métaux trouvés habituellement dans les environnements minier.